# クリスタルカップ
クリスタルカップ（Crystal Cup）は、日本の日本中央競馬会 (JRA) が中山競馬場の芝1200mで施行していた中央競馬の重賞 (GIII) 競走である。正賞は夕刊フジ賞クリスタルカップ。1997年から最後の開催となった2005年まで夕刊フジを発行する産業経済新聞社が優勝杯を提供していた。競走名はイギリスの4月の誕生石の1つクリスタル（水晶）および中山競馬場の第2スタンド「クリスタルコーナー」から。

## 概要
1987年に短距離路線の充実化を図るために、春の3歳（旧4歳）馬限定の短距離競走として創設された。この時期にクラシック競走である桜花賞（GI・芝1600m）・皐月賞（GI・芝2000m）の距離に適性がない短距離馬の活躍できる舞台として19年間施行された。
また3歳（旧4歳）の最初の短距離重賞競走と言う事もあり、過去の優勝馬にダイタクヘリオス・サクラバクシンオー・ヒシアマゾン、出走馬にはヤマニンゼファー・ダイタクヤマト・インテリパワー・ゴールドティアラ・サウスヴィグラス・アグネスデジタルと言った錚々たるメンバーがおり、中央だけに限らず、地方や海外のGI優勝馬を輩出した。
しかし2005年11月17日に行われたJRA運営審議会での短距離路線の再整備に伴い、第19回競走を最後に廃止が決まり、3月に開催変更されたファルコンステークス（GIII・当時芝1200m）にその役目は引き継がれた。またこれまで同競走のレーススポンサー冠名だった「夕刊フジ賞」は、本競走と同時期に施行する重賞に昇格した「オーシャンステークス」で懸けられることになった。
出走条件はサラ系3歳（旧4歳）限定のJRA所属の競走馬（外国産馬含む）。また1996年からは特別指定競走となりJRAが認定した地方所属の競走馬も出走可能となった。
負担重量は、別定で56キロ、牝馬は2キロ減を基本とし、収得賞金額1,600万円毎に1キロの負担が課せられる様決まっていた。
総額賞金は7,600万円で、1着賞金4,000万円、2着賞金1,600万円、3着賞金1000万円、4着賞金600万円、5着賞金400万円と定められていた。
優勝レイの配色は赤色地に金色文字で、文字周りに若葉模様が散りばめられ、またレイ上部には協賛のフジサンケイグループのシンボル・目玉マークがあしらわれていた。これは、同じくフジサンケイグループ協賛競走であるオールカマー、フローラステークスの現在の優勝レイと同意匠のものである。

## 歴史
- 1987年 - 中山競馬場の4歳（現3歳）の混合の別定の芝1200mの重賞（GIII）競走、クリスタルカップとして創設。
- 1988年 - 中山競馬場の改修工事により東京競馬場の芝1400mで施行。
- 1996年 - 特別指定競走に指定。
- 2001年 - 馬齢表示の国際基準への変更に伴い、出走条件が「4歳」から「3歳」に変更。
- 2006年 - 廃止。夕刊フジ賞はオーシャンSに引き継がれた。

### 歴代優勝馬
| 回数   | 施行日        | 競馬場 | 距離    | 優勝馬             | 性齢 | タイム | 優勝騎手   | 管理調教師 | 馬主                   |
| ------ | ------------- | ------ | ------- | ------------------ | ---- | ------ | ---------- | ---------- | ---------------------- |
| 第1回  | 1987年4月18日 | 中山   | 芝1200m | キリノトウコウ     | 牡3  | 1:09.7 | 嶋田功     | 稲葉幸夫   | 渡辺喜八郎             |
| 第2回  | 1988年4月16日 | 東京   | 芝1400m | ツジノショウグン   | 牡3  | 1:22.7 | 岡部幸雄   | 清水利章   | 辻本正男               |
| 第3回  | 1989年4月15日 | 中山   | 芝1200m | リンカーンシチー   | 牡3  | 1:09.4 | 田村正光   | 見上恒芳   | （株）友駿ホースクラブ |
| 第4回  | 1990年4月14日 | 中山   | 芝1200m | ダイタクヘリオス   | 牡3  | 1:09.0 | 岸滋彦     | 梅田康雄   | 中村雅一               |
| 第5回  | 1991年4月13日 | 中山   | 芝1200m | カリスタグローリ   | 牡3  | 1:08.6 | 柴田政人   | 高松邦男   | 原田亨                 |
| 第6回  | 1992年4月18日 | 中山   | 芝1200m | サクラバクシンオー | 牡3  | 1:08.6 | 小島太     | 境勝太郎   | （株）さくらコマース   |
| 第7回  | 1993年4月17日 | 中山   | 芝1200m | セントミサイル     | 牡3  | 1:08.3 | 田面木博公 | 吉永猛     | 鋤元節夫               |
| 第8回  | 1994年4月16日 | 中山   | 芝1200m | ヒシアマゾン       | 牝3  | 1:08.5 | 中舘英二   | 中野隆良   | 阿部雅一郎             |
| 第9回  | 1995年4月15日 | 中山   | 芝1200m | コクトジュリアン   | 牡3  | 1:10.0 | 柴田善臣   | 高橋祥泰   | 山崎信三               |
| 第10回 | 1996年3月31日 | 中山   | 芝1200m | キングオブケン     | 牡3  | 1:09.7 | 的場均     | 高橋隆     | 中西健造               |
| 第11回 | 1997年3月30日 | 中山   | 芝1200m | ワシントンカラー   | 牡3  | 1:10.1 | 柴田善臣   | 松山康久   | （株）テンジン         |
| 第12回 | 1998年4月5日  | 中山   | 芝1200m | トキオパーフェクト | 牡3  | 1:08.5 | 蛯名正義   | 古賀史生   | 坂田時雄               |
| 第13回 | 1999年4月4日  | 中山   | 芝1200m | タイキダイヤ       | 牝3  | 1:09.2 | 小野次郎   | 田中清隆   | （有）大樹ファーム     |
| 第14回 | 2000年3月12日 | 中山   | 芝1200m | スイートオーキッド | 牝3  | 1:09.8 | 横山典弘   | 藤沢和雄   | シンボリ牧場           |
| 第15回 | 2001年3月11日 | 中山   | 芝1200m | カチドキリュウ     | 牡3  | 1:10.3 | 後藤浩輝   | 柴田光陽   | 華山龍一               |
| 第16回 | 2002年3月10日 | 中山   | 芝1200m | サーガノヴェル     | 牝3  | 1:07.6 | 横山典弘   | 古賀史生   | 前田幸治               |
| 第17回 | 2003年3月16日 | 中山   | 芝1200m | ワンダフルデイズ   | 牡3  | 1:08.2 | 武豊       | 武田博     | 前田幸治               |
| 第18回 | 2004年3月14日 | 中山   | 芝1200m | タイキバカラ       | 牡3  | 1:08.6 | 蛯名正義   | 土田稔     | （株）大樹ファーム     |
| 第19回 | 2005年3月13日 | 中山   | 芝1200m | ディープサマー     | 牡3  | 1:08.6 | 小野次郎   | 山内研二   | 深見敏男               |